# Ben Howard
Benjamin John  Howard (Devon, Inglaterra, 24 de abril de 1987) é um cantor e compositor inglês. Ele lançou seu EP de estreia de forma independente em 2008, o EP se chama Games In The Dark, após este EP, ele lançou mais dois, These Waters em 2009 e Old Pine em 2010. No final de 2010, ele conseguiu um contrato com a gravadora Island Records, o que fez com que ele lançasse seu primeiro álbum de estúdio em 2011, chamado Every Kingdom que foi bem recebido pela crítica.

## Início da vida
Ele nasceu em Devon, Inglaterra no dia 24 de abril de 1987. Ele foi criado em uma família amante da música e desde pequeno foi introduzido ao mundo do Folk e do Indie Rock, seus pais mostravam músicas de seus artistas favoritos da década de 60, como por exemplo John Martyn, Van Morrison, Joni Mitchell e Simon & Garfunkel. Howard começou a escrever músicas e tocar guitarra com 11 anos de idade. Howard também toca bateria e contra-baixo mas resolveu focar mais na guitarra.

## Carreira musical
Antes de qualquer contrato com uma gravadora, ele lançou 3 EP's de forma independente. Howard assinou contrato com a Island Records em dezembro de 2010 e em 30 de setembro de 2011, seu primeiro álbum de estúdio foi lançado com o nome de "Every Kingdom". Em 2012, sua música começou a ficar popular nos Estados Unidos e ele foi para o festival South by Southwest, além disso uma turnê nos Estados Unidos também foi confirmada. Em 2012, sua música "Promise" apareceu no último episódio da oitava temporada de House. Em novembro de 2012, ele lançou mais um EP, este se chama "The Burgh Island", a segunda música deste álbum se chama "Oats In The Water" e apareceu no episódio 5 da quarta temporada de The Walking Dead. Em 2014, Howard tocou na inauguração do Festival Somersault que ocorreu em sua cidade natal, Devon na Inglaterra junto com outros artistas como Jack Johnson. Em 21 de outubro de 2014, seu segundo álbum de estúdio foi lançado, chamado "I Forget Where We Were". Com este álbum, ele saiu em turnê junto com a banda de Folk, Daughter.